# Hvidkronet stenpikker
Hvidkronet stenpikker (latin: Oenanthe leucopyga) er en lille spurvefugl, der lever i Nordafrika og Mellemøsten. Den blev tidligere regnet som en lille drossel, men anses nu snarere at tilhøre fluesnapper-familien Muscicapidae.
Den 17–18 centimeter store stenpikker yngler i stenrige ørkenområder fra Sahara og Arabiske Halvø til Irak. Den er overvejende en standfugl, men har været observeret både i Storbritannien og i Danmark. Den danske fugl blev set ved Saltbæk Vig på Sjælland i sommeren 2010.